# Synodontis petricola
Synodontis petricola är en afrikansk fiskart i ordningen malartade fiskar som förekommer i Burundi, Kongo-Kinshasa, Tanzania och Zambia. Den är främst nattaktiv. Vuxna exemplar kan bli upp till och med 10,2 cm långa och blir vanligtvis inte äldre än lite drygt 2 år.